# Bogdan Otavă
Bogdan Laurențiu Otavă (* 13. Februar 1987 in Bukarest) ist ein rumänischer Bobfahrer.
Otavă startete erstmals 2008 als Anschieber im rumänischen Zweierbob. Bei der Juniorenweltmeisterschaft 2009 erreichte er mit dem von Dorin Grigore gelenkten Viererbob den elften Platz. 2011 nahm Otavă erstmals an einer Weltmeisterschaft teil. Am Königssee landete der von Nicolae Istrate gesteuerte Viererbob auf dem 23. Platz.
Ein Jahr später erreichten die Rumänen bei der Bob-Weltmeisterschaft 2012 in Lake Placid den 16. Platz. Im selben Jahr schaffte Otavă seine beste Platzierung im Bob-Weltcup, in Whistler wurden die Rumänen Elfte. 2014 nahm Otavă an den Olympischen Winterspielen teil. In Sotschi fuhren die Rumänen mit dem von Andreas Neagu gesteuerten Viererbob auf den 24. Platz.